# Caralluma bhupinderiana
Caralluma bhupinderiana är en oleanderväxtart som beskrevs av J.S. Sarkaria. Caralluma bhupinderiana ingår i släktet Caralluma och familjen oleanderväxter. Inga underarter finns listade i Catalogue of Life.